# 7838 Фелісірман
7838 Фелісірман (7838 Feliceierman) — астероїд головного поясу, відкритий 16 листопада 1993 року.
Тіссеранів параметр щодо Юпітера — 3,103.